# Lameiras
Lameiras é uma freguesia portuguesa do município de Pinhel, com 16,77 km² de áreae 200 habitantes (censo de 2021). A sua densidade populacional é 11,9 hab./km².
Na freguesia encontram-se as localidades de Lameiras, Barregão e Vendada.

## Demografia
A população registada nos censos foi:
| Distribuição da População por Grupos Etários | Distribuição da População por Grupos Etários | Distribuição da População por Grupos Etários | Distribuição da População por Grupos Etários | Distribuição da População por Grupos Etários |
| -------------------------------------------- | -------------------------------------------- | -------------------------------------------- | -------------------------------------------- | -------------------------------------------- |
| Ano                                          | 0-14 Anos                                    | 15-24 Anos                                   | 25-64 Anos                                   | > 65 Anos                                    |
| 2001                                         | 37                                           | 66                                           | 187                                          | 106                                          |
| 2011                                         | 16                                           | 31                                           | 148                                          | 95                                           |
| 2021                                         | 10                                           | 12                                           | 79                                           | 99                                           |

## Património
- Igreja Matriz
- Capela da Nossa Senhora dos Milagres
- Cruzeiros do Calvário
- Forno Comunitário
- Fonte de Mergulho
- Cruzeiro do Barregão
- Senhor da Assomada